# Americium(III)bromid
Americium(III)bromid eller americiumtribromid (AmBr3) är en kemisk förening sammansatt av americium och brom, med americium i oxidationstillstånd +3. Föreningen är en kristallin fast substans.